# دي بنسون
دي بنسون (بالإنجليزية: Dee Benson)‏ هو قاضي ومحامي ولاعب كرة قدم أمريكي، ولد في 25 أغسطس 1948 في ساندي في الولايات المتحدة. لعب مع يوتاه غولدن سبايكرز ‏.